# 965

## Nașteri
- Alhazen, savant arab (d. 1039)

- Gerberga de Burgundia, fiica regelui Conrad al Burgundiei cu Matilda de Franța (d. 1016)

## Decese
- Benedict al V-lea, papă al Romei pentru o singură lună, în 964 (n. ?)
- Gero, conducătorul Mărcii lui Gero (n. 900)

- Guy de Ivrea, margraf de Ivrea din 950 (n. 940)